# Adam Horn af Ekebyholm
Adam Horn af Ekebyholm, född 25 november 1717, död 24 januari 1778, var en svensk greve, riksråd, riksstallmästare och militär.

## Militär karriär
Adam Horn af Kanckas var greve av Ekebyholm, och son till Arvid Horn i dennes tredje äktenskap, med grevinnan Margareta Gyllenstierna  dotter till Nils Gyllenstierna av ätten Gyllenstierna af Fogelvik samt härstammade från Bureätten. Horn blev redan 1731, vid 14 års ålder, fänrik vid Livgardet. Han steg sedan snabbt i graderna för att under Hattarnas ryska krig 1741-1743 vara major vid Västgöta kavalleriregemente. Han befordrades sedan 1743 till Generaladjutant av flygeln, och 1747 till överste för Östgöta kavalleriregemente.
Under slutet av 1750-talet deltog han i det pommerska kriget, och under detsamma befordrades han till både generalmajor 1757 och generallöjtnant.  Han deltog i kriget till 1760, då han som riksdagsombud för krigsbefälet återvände till Stockholm. Samma år blev han serafimerriddare.

## Politisk karriär
I politiskt avseende hörde han genom familjeband till mössorna; liksom en stor del av detta då så gott som upplösta parti slöt han sig under början av 1750-talet till hovet. Av kung Adolf Fredrik sändes han i början av 1750 till Sankt Petersburg för att i hemlighet söka förmå ryska regeringen att understödja svenska hovet i striden mot de rådande hattarna. Försöket misslyckades. Under riksdagen 1751-52 deltog han som ledamot av Sekreta utskottet.
Hovet och de med hovet förbundna mössorna ställde upp Horn som sin kandidat till lantmarskalksposten, men vid valet besegrades han av greve Axel von Fersen. Horn blev under riksdagens lopp riksråd och överstemarskalk (1761). I rådet kom Horn inte att spela någon större roll, men han var en trogen anhängare av mösspartiet och följde detta parti när detta vid denna tid bröt med hovet. Han röstade 1764 på det bestämdaste mot uppgörelsen med Frankrike angåender subsidiernas utbetalning. Den 1765 sammanträdande riksdagens sekreta utskott, där mösspartiet hade majoritet, uttryckte sin tillfredsställelse med hans insatser genom att välja honom till kanslipresident (augusti 1765), men han avsade sig denna förtroendepost. 1766 ingick han i den ambassad till Köpenhamn som förmälde Sofia Magdalena av Danmark per procuram med kronprins Gustav. Då hattarna vid 1769 års riksdag kom till makten, blev Horn, liksom de övriga riksråden från mösspartiet, avsatt från sina ämbeten, men återfick redan 1771 sin plats i rådet och inkallades av Gustav III i den efter statskuppen 19 augusti 1772 nybildade rådkammaren.
Han försökte sedan få avsked från sina poster, men återkallades ständigt och blev 1772 riksstallmästare. Han sålde alla sina gods utom Fogelvik.
Horn räknas som en skicklig och tapper rytterianförare, men inte särskilt betydande som statsman. Han saknade den politiska utbildning och intresse för hårt arbete som krävdes för detta.

## Övrigt
Horn var även överstemarskalk samt blev 1776 hedersledamot av Kungliga Akademien för de fria konsterna; han var en ganska framstående amatörmålare. Han var också en av Kungliga Musikaliska Akademiens stiftare 1771. Han var serafimerriddare och kommendör av Svärdsorden.
Herrgården Adamsberg är uppkallad efter honom.

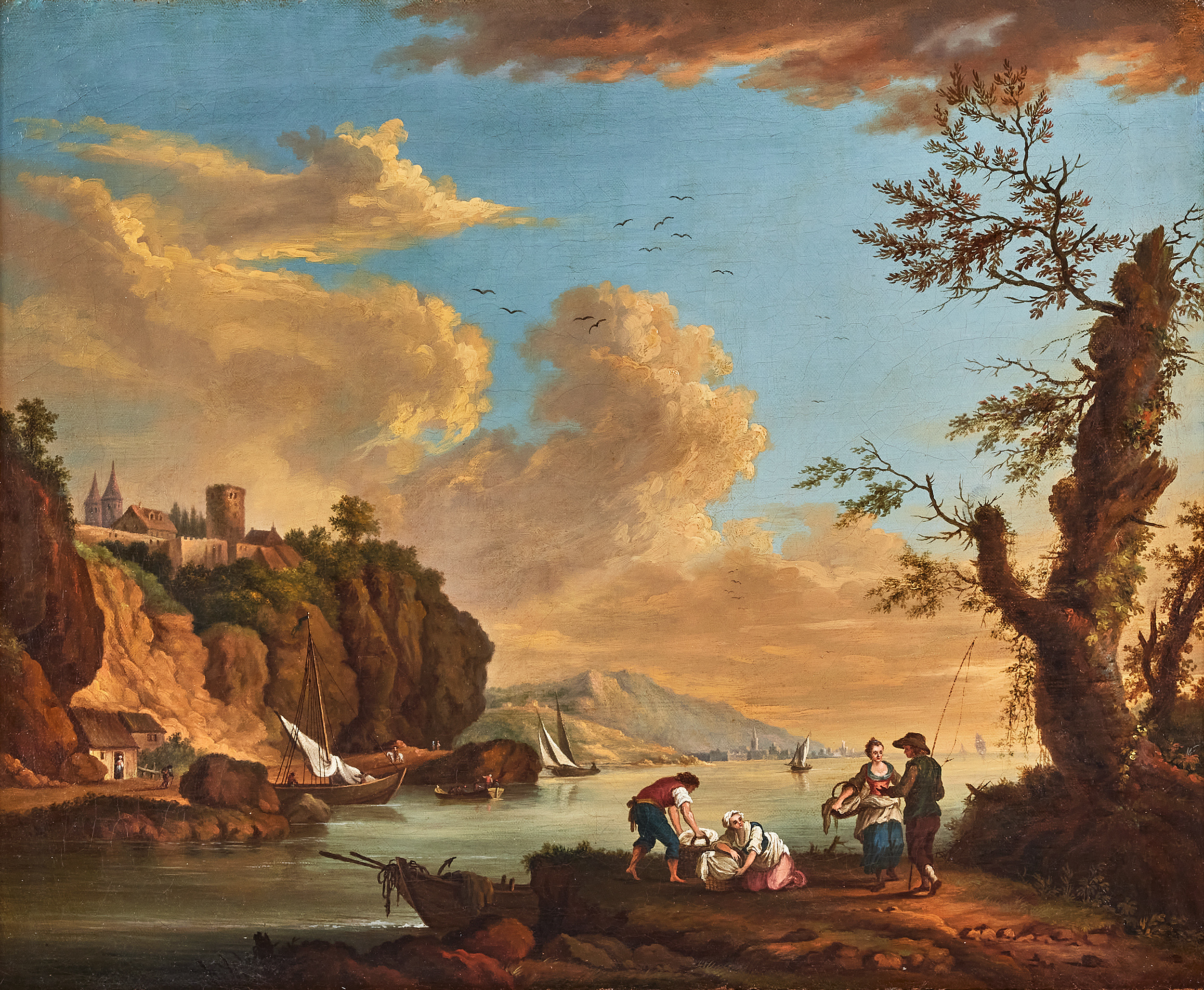
Vy från omgivningarna runt Caudebec i Normandie, oljemålning av Horn från år 1770.

## Privatliv
Horn gifte sig 1741 med grevinnan Anna Katarina Meijerfelt. De fick två barn som överlevde barnaåren. Dottern Brita Margareta Horn var gift med Claes Julius Ekeblad. Hennes äldre bror Johan Gustaf var generalmajor men ogift. Hans maka var psykiskt sjuk och levde hos sin familj fram till hans död, då hon togs omhand av parets son, och Horn, som förgäves försökte få ut skilsmässa, var vid hovet känd för sina kärleksaffärer och sina påkostade fester. Bland hans mer omtalade förbindelser var dem med hovdamen Hedda von Berchner, Marie Baptiste, Ninon Dubois Le Clerc och Elisabet Olin. Vid hans död ska en stor oro ha rått för de kärleksbrev som kunde tänkas upphittas bland hans kvarlåtenskap.